# Глейзер, Илана
Ила́на Ро́уз Гле́йзер (англ. Ilana Rose Glazer, род. 12 апреля 1987) — американская комедиантка, актриса и сценаристка. Наиболее известна как одна из создательниц и исполнительниц главных ролей в телесериале «Брод Сити».

## Ранние годы
Глейзер родилась в Сент-Джеймсе, штат Нью-Йорк, в семье Сэнди Уэкслер Глейзер и Ларри Глейзера, работников страховых и финансовых компаний. У неё также есть брат Элиот, который в качестве сценариста работал над сериалами «Юная» и «Новенькая». Глейзер была воспитана в реформистском иудаизме. Она окончила старшую школу Смиттауна.
В 2009 году Глейзер окончила Нью-Йоркский университет, где изучала психологию. Рэйчел Блум однажды была соседкой Глейзер по квартире в Бруклине.

## Личная жизнь
С февраля 2017 года Глейзер замужем за вычислительным биологом Дэвидом Руклиным. В июле 2021 года стало известно, что у супругов родился ребёнок.

## Фильмография

### Кино
| Год  | Русское название             | Оригинальное название   | Роль                   | Примечания                      |
| ---- | ---------------------------- | ----------------------- | ---------------------- | ------------------------------- |
| 2012 |                              | Nature Boys             | Эль                    | Короткометражный фильм          |
| 2013 |                              | Little Horribles        | Линдси                 | Короткометражный фильм          |
| 2013 | Как преследовать незнакомцев | How to Follow Strangers | Элли                   |                                 |
| 2014 |                              | High and Dry            | ассистентка ветеринара | Короткометражный фильм          |
| 2015 | Рождество                    | The Night Before        | Ребекка Гринч          |                                 |
| 2017 | Очень плохие девчонки        | Rough Night             | Фрэнки                 |                                 |
| 2021 | Ложноположительный           | False Positive          | Люсия Мартин           | Также автор сценария и продюсер |

### Телевидение
| Год     | Название на русском                                | Оригинальное название                               | Роль                                  | Примечания                               |
| ------- | -------------------------------------------------- | --------------------------------------------------- | ------------------------------------- | ---------------------------------------- |
| 2010    | Брод Сити                                          | Broad City                                          | Илана Уэкслер                         | Веб-сериал; 15 эпизодов                  |
| 2012    | Безымянный веб-сериал, который делает Морган Эванс | That Untitled Web Series that Morgan Evans Is Doing | Эмма                                  | Эпизод: «Emma»                           |
| 2013    | Основы студенческого юмора                         | CollegeHumor                                        | N/A                                   | 1 episode                                |
| 2014–19 | Брод Сити                                          | Broad City                                          | Илана Уэкслер                         | 40 эпизодов                              |
| 2015    | Братья Лукас                                       | Lucas Bros Moving Co                                | сестра сестра (озвучка)               | Эпизод: «Sister Sister Sister»           |
| 2015    | Внутри Эми Шумер                                   | Inside Amy Schumer                                  | в роли самой себя                     | Эпизод: «80s Ladies»                     |
| 2015    | Битва фонограмм                                    | Lip Sync Battle                                     | в роли самой себя                     | Эпизод: «Abbi Jacobson vs. Ilana Glazer» |
| 2015-16 | Конь БоДжек                                        | BoJack Horseman                                     | Пенни Карсон (озвучка)                | 2 эпизода                                |
| 2016    | Бонг времени                                       | Time Traveling Bong                                 | Шари                                  | Мини-сериал; 3 эпизода                   |
| 2016    |                                                    | Brad Neely’s Harg Nallin' Sclopio Peepio            | разные роли                           |                                          |
| 2018    | Королевские гонки Ру Пола                          | RuPaul’s Drag Race                                  | в роли самой себя, приглашённая судья | Эпизод: «Breastworld»                    |
| 2019    | Зелёные яйца и ветчина                             | Green Eggs and Ham                                  | Иби (озвучивание)                     | мультсериал; 23 эпизода                  |
| 2022    | Вечеринка                                          | The Afterparty                                      | Челси                                 | Главная роль                             |

## Награды и номинации
| Год  | Ассоциация                            | Категория                                                              | Работа            | Результат |
| ---- | ------------------------------------- | ---------------------------------------------------------------------- | ----------------- | --------- |
| 2014 | Премия «Выбор телевизионных критиков» | Лучшая актриса в комедийном сериале                                    | Брод Сити         | Номинация |
| 2015 | Премия «Выбор телевизионных критиков» | Лучшая актриса в комедийном сериале                                    | Брод Сити         | Номинация |
| 2016 | Премия Гильдии сценаристов США        | Лучший комедийный сериал                                               | Брод Сити         | Номинация |
| 2016 | Прайм-тайм премия «Эмми»              | Лучший короткометражный комедийный или драматический сериал            | Взлом в Брод Сити | Номинация |
| 2017 | Премия «MTV Movie + TV Awards»        | Лучшая роль в комедии (совместно с Эбби Джейкобсон)                    | Брод Сити         | Номинация |
| 2017 | Прайм-тайм премия «Эмми»              | Лучший короткометражный комедийный или драматический сериал            | Взлом в Брод Сити | Номинация |
| 2019 | Прайм-тайм премия «Эмми»              | Лучший короткометражный комедийный или драматический сериал            | Взлом в Брод Сити | Ожидается |
| 2019 | Прайм-тайм премия «Эмми»              | Лучшая актриса в короткометражном комедийном или драматическом сериале | Взлом в Брод Сити | Ожидается |